# Лушкин, Леонид Александрович
Леонид Александрович Лушкин (род. 24 апреля 1951) — российский политик, член Совета Федерации (2001—2004).

## Биография
Образование высшее профессиональное. Окончил Брянский институт транспортного машиностроения. Награждён орденом Дружбы народов, медалью «За преобразование Нечерноземья РСФСР», двумя Почётными грамотами СФ.

### Политическая карьера
С 1979 — первый секретарь Коломенского горкома ВЛКСМ, с 1984 — первый секретарь Московского областного комитета ВЛКСМ; в 1987—1990 — первый секретарь Балашихинского горкома КПСС Московской области.
Член Совета Федерации Федерального Собрания Российской Федерации от исполнительного органа власти Брянской области с января 2001 по апрель 2004. С февраля по апрель 2001 — член Комитета СФ по делам Содружества Независимых Государств, с апреля 2001 — заместитель председателя Комитета. С января по декабрь 2002 — член Комиссии СФ по информационной политике, с февраля 2002 — член Комиссии СФ по естественным монополиям.